# Les Schtroumpfs : Le Conte de Noël
Pour plus de détails, voir Fiche technique et Distribution.
Les Schtroumpfs : Le Conte de Noël (The Smurfs: A Christmas Carol) est un court métrage de Noël d'animation américain réalisé par Troy Quane et sorti en 2011 en même temps que le DVD des Schtroumpfs.

## Synopsis
Tous les Schtroumpfs sont heureux de fêter Noël, sauf le schtroumpf grognon. Pour lui faire retrouver l'esprit de Noël, le grand schtroumpf utilise un sort en invoquant les esprits des noëls passé (la Schtroumpfette), présent (Schtroumpf à lunettes) , futur (schtroumpf costaud).

## Fiche technique
- Titre : Les Schtroumpfs : Le Conte de Noël
- Titre original : The Smurfs: A Christmas Carol
- Réalisation : Troy Quane
- Scénario : Todd Berger, d'après les œuvres de Charles Dickens et Peyo
- Photographie : James C. J. Williams
- Montage : Robert Fisher Jr.
- Musique : Christopher Lennertz
- Animation : Mark Pullyblank et Ryan Yee
- Producteur : Kurt Albrecht
- Sociétés de production : Sony Pictures Animation, Sony Pictures Imageworks et Duck Studios
- Sociétés de distribution : Sony Pictures Entertainment
- Pays d'origine :  États-Unis
- Langue originale : anglais
- Format : couleur
- Genre : Animation
- Durée : 22 minutes
- Dates de sortie :
  - États-Unis :
    - 9 septembre 2011 (Los Angeles)
    - 2 décembre 2011 (DVD)

## Distribution

### Voix originales
- Jack Angel : Grand Schtroumpf
- Fred Armisen : Schtroumpf à lunettes
- Melissa Sturm : Schtroumpfette
- Hank Azaria : Gargamel
- Gary Basaraba : Schtroumpf costaud
- George Lopez : Schtroumpf grognon
- Anton Yelchin : Schtroumpf maladroit
- Frank Welker : Azraël

### Voix françaises
- Gérard Hernandez : Grand Schtroumpf
- Lorànt Deutsch : Schtroumpf à lunettes
- Béatrice Martin : Schtroumpfette
- Guillaume Lebon : Gargamel
- Vincent de Boüard : Schtroumpf maladroit
- Laurent Morteau : Schtroumpf Costaud et Schtroumpf Bricoleur
- Serge Biavan : Schtroumpf grognon